# Parigi-Bruxelles 1931
La Parigi-Bruxelles 1931, ventitreesima edizione della corsa, si svolse il 12 aprile 1931 su un percorso di 347 km, con partenza da Parigi e arrivo a Bruxelles. Fu vinta dal belga Jean Aerts della Alcyon-Dunlop davanti ai suoi connazionali Frans Bonduel e Romain Gijssels.

## Ordine d'arrivo (Top 5)
| Pos. | Corridore        | Squadra        | Tempo |
| ---- | ---------------- | -------------- | ----- |
| 1    | Jean Aerts       | Alcyon-Dunlop  |       |
| 2    | Frans Bonduel    | Dilecta-Wolber |       |
| 3    | Romain Gijssels  | Dilecta-Wolber |       |
| 4    | Godfried Devoght |                |       |
| 5    | Maurice Seynaeve |                |       |